# Sydney Roosters
Pour les articles homonymes, voir Rooster.
Maillots
Les Roosters de Sydney (Sydney Roosters en anglais) sont un club professionnel australien de rugby à XIII basé à Sydney, plus précisément dans la banlieue Est de Sydney (appelées « Eastern Suburbs », dans l'État de la Nouvelle-Galles du Sud). Ils évoluent dans la National Rugby League (NRL), qui est le championnat élite d'Australie. Il s'agit d'un des clubs les plus titrés du pays puisqu'il a remporté le Championnat d'Australie à quatorze reprises (dont trois sous la NRL en 2002 et 2013) aux côtés des Rabbitohs de South Sydney  (vingt titres) et Dragons de St. George Illawarra (15 titres).
Le club a été fondé en 1908 à Paddington (Sydney) sous l’appellation « Eastern Suburbs », il est devenu ensuite les « Roosters de Sydney City » en 1995 puis les « Roosters de Sydney » en 2000. Il est le seul club à avoir disputé toutes les éditions du championnat élite d'Australie. Les Roosters disputent leurs matchs au Sydney Football Stadium.

## Palmarès
- World Club Challenge (5):
  - Vainqueur : 1976 , 2003, 2014, 2019 et 2020.
- Championnat d'Australie[2] (15):
  - Champion : 1911, 1912, 1913, 1923, 1935, 1936, 1937, 1940, 1945, 1974, 1975, 2002, 2013, 2018 et 2019.
  - Vice-champion : 1908, 1919, 1921, 1928, 1931, 1934, 1938, 1941, 1960, 1972, 1980, 2000, 2003, 2004 et 2010.

## Histoire
L' « Eastern Suburbs District Rugby League Football Club » est créé le 24 janvier 1908 sur la volonté d'intégrer une équipe de ce district dans la New South Wales Rugby League (NSWRL). Surnommés les « Tricolores » en raison de leur maillot bleu, blanc et rouge, les Eastern Suburbs remportent leur premier match le 20 avril 1908 contre Newtown. En 1913, ils deviennent le premier club à remporter trois fois consécutivement la NSWRL. Les meilleurs joueurs de l'effectif sont Dally Messenger, Jersey Flegg et Sandy Pearce. Cependant, les résultats du club déclinent rapidement, et le club ne remporte plus de titre avant 1923.
Entre 1926 et 1942, les Eastern Suburbs marquent l'histoire de la NSWRL en remportant quatre fois le championnat et en terminant à sept reprises premiers de la saison régulière, ratant à de rares occasions les phases finales. Durant cette période, Dave Brown établit de nombreux records du club, notamment le nombre d'essais inscrits sur une saison (35 essais) ou le nombre de points marqués au cours d'un match (45 points). En 1935, le club perd une seule rencontre et remporte le plus large succès de son histoire contre Canterbury sur le score de 87-7 (soit 106-7 avec le scorage moderne). En 1936, les Eastern Suburbs deviennent la cinquième équipe à rester invaincue pendant une saison entière de championnat, performance répétée l'année suivante (seul club à l'avoir réalisé deux saisons de suite).
Malgré un titre en 1945, le club rate les phases finales sept fois d'affilée de 1946 à 1953. La meilleure performance du club sur la période de 1946-1974 est une place de finaliste en 1960, finale perdue contre St. George Dragons 6-31. En 1966, il termine dernier du championnat et obtient la cuillère de bois (pour la quatrième fois de son histoire), et, fait rare, le club ne remporte pas un seul match cette saison-là. De plus, entre 1963 et 1966, il ne remporte que huit matchs sur 72. Le club renoue avec son glorieux passé avec l'arrivée de l'entraîneur Jack Gibson en 1967, date à laquelle le club adopte son emblème : un coq (en anglais Rooster).
De 1972 à 1982, les Roosters remportent à quatre reprises la saison régulière et disputent quatre finales de Championnat, remportant deux d'entre elles en 1974 et 1975. Gibson, surnommé « Super Coach », est redevenu l'entraîneur de 1974 à 1976. Lors des saisons 1974 et 1975, le club remporte 39 de ses 44 matchs et réalise 19 victoires d'affilée en saison régulière. Sa victoire lors de la finale contre St. George Dragons 38-0 est le plus grand écart au score réalisé en finale, record qui tiendra 33 ans. Les joueurs ayant marqué le club pendant cette période sont Mark Harris (en), Elwyn Walters, John Brass, Bill Mullins, Russell Fairfax, Johnny Mayes, John Peard, Ron Coote, Ian Schubert et le capitaine Arthur Beetson.
Entre 1984 et 1995, les Roosters n'atteignent les demi-finales qu'une seule fois en 1987 et sont très critiqués notamment en raison des nombreux transferts réalisés. La seule belle performance est cette demi-finale, perdue contre Manly 6-10.
Lorsque la guerre de la Super League a lieu au milieu des années 1990, les Roosters recrutent l'entraîneur Phil Gould et la star Brad Fittler, venu des Penrith Panthers. Rapidement, le club renoue avec le succès. La présence de Fittler coïncide avec le retour au premier plan du club, qui atteint à quatre reprises la finale en cinq années entre 2000 et 2004 pour un tire en 2002. Ce douzième titre en championnat, acquis contre les New Zealand Warriors 30-8, est le premier depuis 27 ans.
En 2007, les Roosters deviennent le premier club à avoir disputé cent saisons en élite du Championnat d'Australie de rugby à XIII, et ceci sans interruption. C'est la même année que le club décide de confier l'équipe à Chris Anderson.
La saison 2013 voit l'arrivée d'un nouveau staff avec l'entraîneur Trent Robinson venus des Dragons Catalans et de plusieurs joueurs dont Michael Jennings, James Maloney, Luke O'Donnell et Sonny Bill Williams. Les Roosters s'imposent en saison régulière en étant également la meilleure attaque et la meilleure défense. En phase finale, ils écratent les Sea Eagles de Manly-Warringah 4-0 puis les Knights de Newcastle 40-14 avant de s'imposer 26-18 en finale contre de nouveau les Sea Eagles de Manly-Warringah. Il s'agit de leur treizième titre de Championnat. Roger Tuivasa-Sheck est désigné meilleur ailier de la NRL, Boyd Cordner meilleur deuxième ligne et Trent Robinson meilleur entraîneur. En 2014, les Roosters s'imposent en pré-saison pour leur troisième World Club Challenge en battant 36-14 les Warriors de Wigan. Après avoir remporté la NRL en 2018, les Sydney Roosters remportent une nouvelle fois le World Club Challenge en s'imposant encore contre les Warriors de Wigan, cette fois sur le score de 20-8.

## Emblème

L'emblème original des Roosters en 1967.

Les Eastern Suburbs n'avaient pas d'emblème tout au long de la première moitié du XXe siècle. En 1967, le club crée son premier logo avec la motion « Easts to Win » après une saison 1966 où il n'avait remporté aucun match. Un coq apparaît alors sur les maillots, ce choix du coq est une référence au maillot de l'équipe de France qui a pour mascotte un coq.
En 1978, le slogan « Easts to Win » est remplacé par simplement le nom du club « Eastern Suburbs », ceci jusqu'en 1994 quand le club est renommé « Sydney City Roosters » en début de la saison 1995 pour accroître la base des supporters. En 2000, le club change une dernière fois de nom pour adopter « Sydney Roosters ».
Bien que sur le plan marketing le nom du club a changé, les Roosters sont toujours enregistrés dans la National Rugby League sous le nom de « Eastern Suburbs District Rugby League Football Club ».

## Couleurs

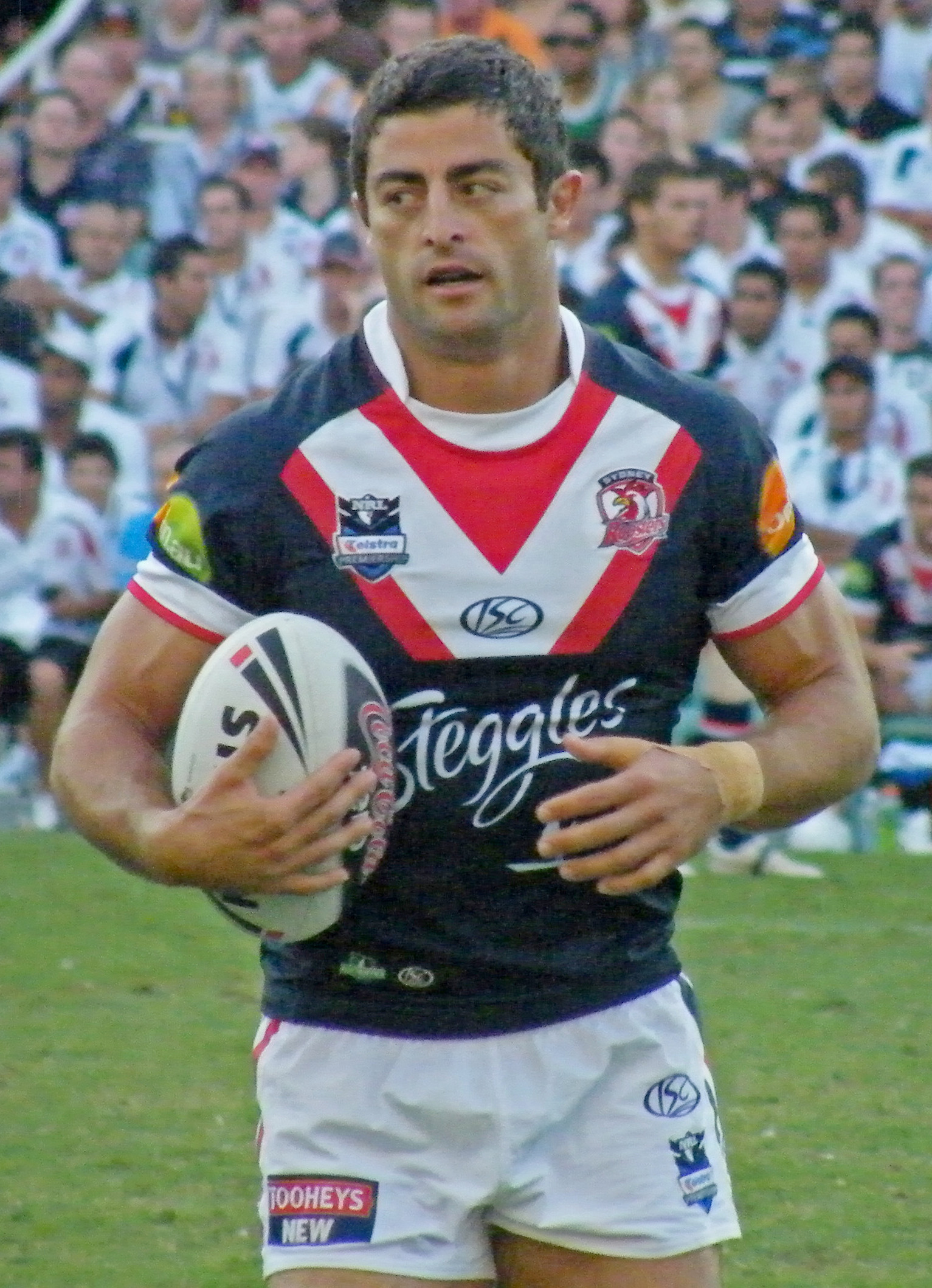
Anthony Minichiello sous les couleurs des Roosters.

Le rouge, blanc et bleu ont toujours été les couleurs traditionnelles des Roosters depuis leur création en 1908. Toutefois, le maillot a changé plusieurs fois de design. Le premier maillot était rayé horizontalement des trois couleurs où les bandes rouges étaient prédominantes vis-à-vis des deux autres couleurs. Malgré les changements de design au cours de son histoire, l'idée fut toujours la même.
Durant la Seconde Guerre mondiale, le maillot subit de nombreuses modifications en raison de l'utilisation du colorant pour l'effort de guerre. Au lieu donc d'utiliser des bandes rayés, la base du maillot est de couleur bleu ciel avec un scapulaire rouge et blanc autour du cou. C'est la seule occasion où le maillot ne porte pas de bleu profond mais un bleu ciel. Après la guerre, le bleu profond est ré-utilisé avec l'intégration définitive du scapulaire, ce dernier change de design avec sur les côtés du rouge et au milieu du blanc.
Au début du XXIe siècle, le club porte un maillot rayé faisant référence à 1908, porté uniquement lors des matchs où les Roosters rencontrent des clubs historiquement rivaux tels que South Sydney Rabbitohs ou St. George Illawarra Dragons.

## Stade

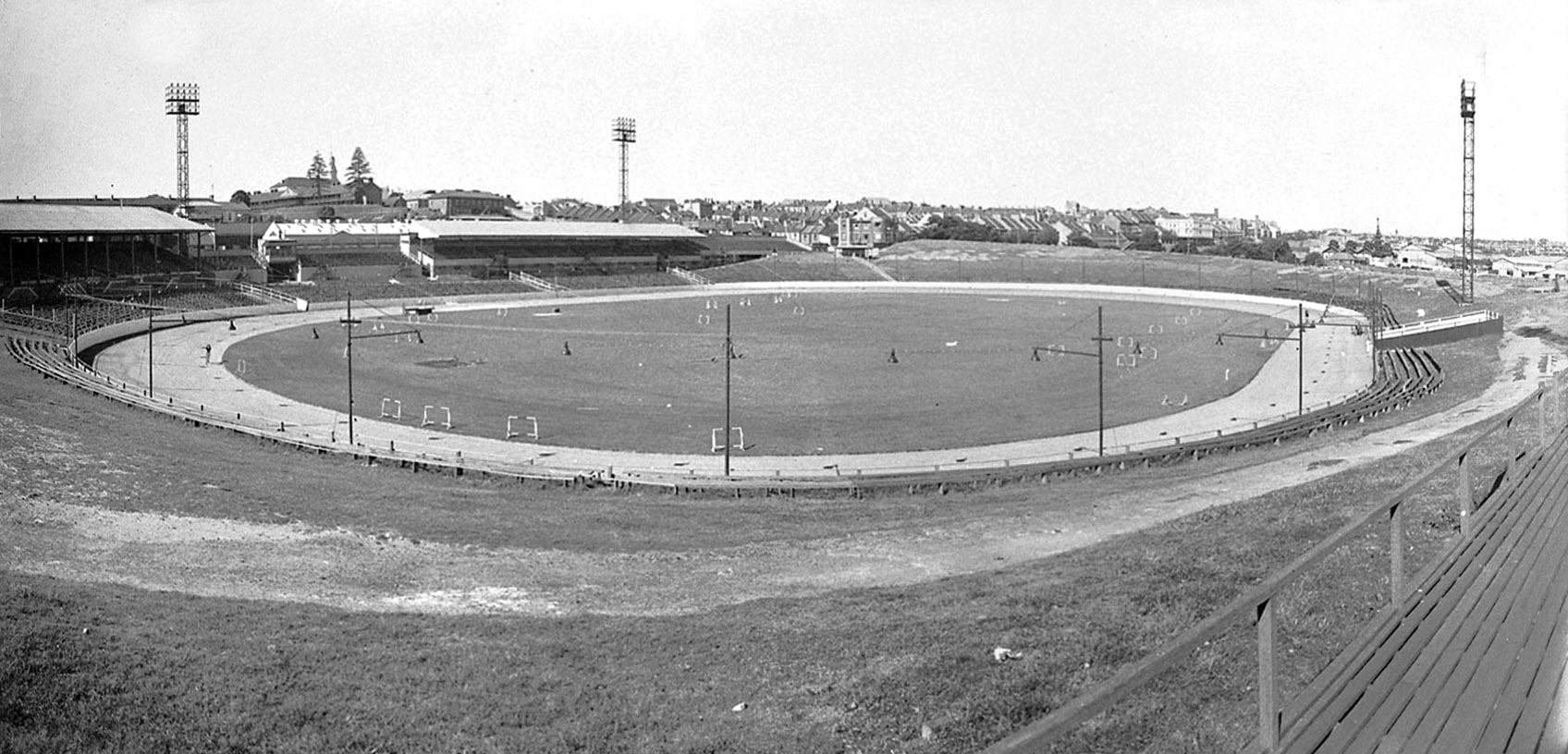
Le Sydney Sports Ground, stade des Roosters de 1911 à 1986.

De nombreuses sources attestent que le Royal Agricultural Ground est utilisé régulièrement entre 1908 et 1910, avant que le club n'organise ses matchs au Sydney Sports Ground à partir de 1911. Il y dispute toutes ses rencontres à domicile jusqu'en 1986, quand le stade est démoli pour la construction du Sydney Football Stadium. En 1987, les matchs sont disputés sur la pelouse des Newtown Jets à Henson Park.
En 1988, le club retrouve donc un tout nouveau stade : Sydney Football Stadium. Son premier match dans ce stade est une défaite contre St George Dragons 24-14 devant 19295 spectateurs le 4 mars 1988. 

## Supporters
Les Sydney Roosters disposent d'une des plus grandes bases de supporters d'Australie. Aux côtés des supporters traditionnels basés à Sydney, le club est également populaire dans le South East Queensland, à Canberra et Newcastle. En 2013, le club détient la quatrième meilleure affluence moyenne avec 19 368 spectateurs par match au Sydney Football Stadium derrière les Broncos de Brisbane, les Rabbitohs de South Sydney et les Bulldogs de Canterbury-Bankstown.
En 2013, les Roosters comptent 14 000 membres; en plus des 45 550 membres du Roosters' League Club qui est le bienfaiteur du club.

## Joueurs emblématiques du club
| - Braith Anasta - John Ballesty - Arthur Beetson - John Brass - Dave Brown - Todd Carney - Ron Coote - Boyd Cordner - Michael Eden - Brad Fittler - Dan Frawley - Gary Freeman - Bob Fulton |  | - Arthur Halloway - Kevin Hastings - Kevin Junee - Dally Messenger - Mitchell Pearce - Joe Pearce - Sandy Pearce - Luke Ricketson - Albert Rosenfeld - Ray Stehr - Roger Tuivasa-Sheck - Sonny Bill Williams |

## Bilan du club
| Année                                  | Année | Saison régulière | Saison régulière | Saison régulière | Saison régulière | Saison régulière | Saison régulière | Saison régulière | Saison régulière | Saison régulière | Phase finale        | Phase finale | Phase finale | Phase finale | Phase finale | Phase finale | Phase finale |
| Année                                  | Année | Class.           | Points           | MJ               | V.               | N.               | D.               | B.               | Pp.              | Pc.              | Perf.               | MJ           | V.           | N.           | D.           | Pp.          | Pc.          |
| National Rugby League (vingt clubs)    |       |                  |                  |                  |                  |                  |                  |                  |                  |                  |                     |              |              |              |              |              |              |
| 1998                                   | 1998  | 6e               | 32               | 24               | 16               | 0                | 8                | 0                | 680              | 383              | Finale préliminaire | 3            | 2            | 0            | 1            | 72           | 73           |
| National Rugby League (dix-sept clubs) |       |                  |                  |                  |                  |                  |                  |                  |                  |                  |                     |              |              |              |              |              |              |
| 1999                                   | 1999  | 4e               | 36               | 24               | 16               | 0                | 8                | 2                | 592              | 377              | 2e tour             | 2            | 0            | 0            | 2            | 26           | 40           |
| National Rugby League (quatorze clubs) |       |                  |                  |                  |                  |                  |                  |                  |                  |                  |                     |              |              |              |              |              |              |
| 2000                                   | 2000  | 2e               | 32               | 26               | 16               | 0                | 10               | 0                | 601              | 520              | Finaliste           | 4            | 2            | 0            | 2            | 78           | 76           |
| 2001                                   | 2001  | 6e               | 26               | 26               | 13               | 1                | 12               | 0                | 647              | 589              | 1er tour            | 1            | 0            | 0            | 1            | 6            | 40           |
| National Rugby League (quinze clubs)   |       |                  |                  |                  |                  |                  |                  |                  |                  |                  |                     |              |              |              |              |              |              |
| 2002                                   | 2002  | 4e               | 35               | 24               | 15               | 1                | 8                | 2                | 621              | 405              | Champion            | 4            | 4            | 0            | 0            | 116          | 52           |
| 2003                                   | 2003  | 2e               | 38               | 24               | 17               | 0                | 7                | 2                | 680              | 445              | Finaliste           | 3            | 2            | 0            | 1            | 70           | 44           |
| 2004                                   | 2004  | 1er              | 42               | 24               | 19               | 0                | 5                | 2                | 710              | 368              | Finaliste           | 3            | 2            | 0            | 1            | 70           | 44           |
| 2005                                   | 2005  | 9e               | 26               | 24               | 11               | 0                | 13               | 2                | 488              | 487              | Non qualifié        | -            | -            | -            | -            | -            | -            |
| 2006                                   | 2006  | 14e              | 20               | 24               | 8                | 0                | 16               | 2                | 528              | 650              | Non qualifié        | -            | -            | -            | -            | -            | -            |
| National Rugby League (seize clubs)    |       |                  |                  |                  |                  |                  |                  |                  |                  |                  |                     |              |              |              |              |              |              |
| 2007                                   | 2007  | 10e              | 23               | 24               | 10               | 1                | 13               | 1                | 445              | 610              | Non qualifié        | -            | -            | -            | -            | -            | -            |
| 2008                                   | 2008  | 4e               | 34               | 24               | 15               | 0                | 9                | 2                | 511              | 446              | 2e tour             | 2            | 0            | 0            | 2            | 29           | 54           |
| 2009                                   | 2009  | 16e              | 14               | 24               | 5                | 0                | 19               | 2                | 382              | 681              | Non qualifié        | -            | -            | -            | -            | -            | -            |
| 2010                                   | 2010  | 6e               | 32               | 24               | 14               | 0                | 10               | 2                | 559              | 510              | Finaliste           | 4            | 3            | 0            | 1            | 93           | 65           |
| 2011                                   | 2011  | 11e              | 24               | 24               | 10               | 0                | 14               | 2                | 417              | 500              | Non qualifié        | -            | -            | -            | -            | -            | -            |
| 2012                                   | 2012  | 13e              | 21               | 24               | 8                | 1                | 15               | 2                | 462              | 626              | Non qualifié        | -            | -            | -            | -            | -            | -            |
| 2013                                   | 2013  | 1er              | 40               | 24               | 18               | 0                | 6                | 2                | 640              | 325              | Champion            | 3            | 3            | 0            | 0            | 70           | 32           |
| 2014                                   | 2014  | 1er              | 36               | 24               | 16               | 0                | 8                | 2                | 615              | 385              | Finale préliminaire | 3            | 1            | 0            | 2            | 71           | 81           |
| 2015                                   | 2015  | 1er              | 40               | 24               | 18               | 0                | 6                | 2                | 591              | 300              | Finale préliminaire | 3            | 1            | 0            | 2            | 68           | 63           |
| 2016                                   | 2016  | 15e              | 16               | 24               | 6                | 0                | 18               | 2                | 443              | 576              | Non qualifié        | -            | -            | -            | -            | -            | -            |
| 2017                                   | 2017  | 2e               | 38               | 24               | 17               | 0                | 7                | 2                | 500              | 428              | Finale préliminaire | 2            | 1            | 0            | 1            | 40           | 51           |
| 2018                                   | 2018  | 1er              | 34               | 24               | 16               | 0                | 8                | 1                | 542              | 361              | Champion            | 3            | 3            | 0            | 0            | 54           | 22           |
| 2019                                   | 2019  | 2e               | 36               | 24               | 17               | 0                | 7                | 1                | 627              | 363              | Champion            | 3            | 3            | 0            | 0            | 58           | 20           |
| 2020                                   | 2020  | 4e               | 28               | 20               | 14               | 0                | 6                | 0                | 552              | 322              | 2e tour             | 2            | 0            | 0            | 2            | 46           | 51           |
| 2021                                   | 2021  | 5e               | 34               | 24               | 16               | 0                | 8                | 1                | 630              | 489              | 2e tour             | 2            | 1            | 0            | 1            | 31           | 66           |
| 2022                                   | 2022  | 6e               | 32               | 24               | 15               | 0                | 9                | 1                | 635              | 434              | 1er tour            | 1            | 0            | 0            | 1            | 14           | 30           |
| National Rugby League (dix-sept clubs) |       |                  |                  |                  |                  |                  |                  |                  |                  |                  |                     |              |              |              |              |              |              |
| 2023                                   | 2023  | 7e               | 32               | 24               | 13               | 0                | 11               | 3                | 472              | 496              | 2e tour             | 2            | 1            | 0            | 1            | 26           | 30           |
| 2024                                   | 2024  | 3e               | 38               | 24               | 16               | 0                | 8                | 3                | 738              | 463              | Finale préliminaire | 3            | 1            | 0            | 2            | 68           | 94           |
| 2025                                   | 2025  | -                | -                | -                | -                | -                | -                | -                | -                | -                | -                   | -            | -            | -            | -            | -            | -            |